# Chondracanthus hoi
Chondracanthus hoi – gatunek widłonoga z rodziny Chondracanthidae. Nazwa naukowa tego gatunku skorupiaków została opublikowana w 2013 roku przez zespół biologów w składzie: Paola Elizabeth Braicovich, Ana Laura Lanfranchi, Inés Silvia Incorvaia, Silvia Inés i Juan Tomas Timi.